# Pryde Group
Die Neil Pryde Ltd. ist ein international tätiger Hersteller und Vertreiber von Sportartikeln mit Sitz in Hongkong, der als Pryde Group am Markt auftritt. Die Unternehmensgruppe unterhält Niederlassungen in über 40 Ländern und beschäftigt mehr als 2500 Mitarbeiter. Sie vertreibt verschiedene Windsurf-, Kitesurf- und Snowboardmarken sowie Neopren- und Winterkleidung. Die Pryde Group gehört zu 100 % zur ebenfalls in Hongkong ansässigen Shriro Group.
Die Pryde Group GmbH ist die deutsche Tochtergesellschaft mit Sitz in Taufkirchen.

## Geschicht der Pryde Group
Neil Pryde (* 19. Oktober 1938 in Neuseeland) wanderte in jungen Jahren nach Hongkong aus, um dort für Rolly Tasker eine Fabrik aufzubauen, welche Segel für Yachtboote herstellte. Die neu aufkommende Glasfasertechnologie ermöglichte die Massenproduktion von Yachten. Da in Hongkong preisgünstig produziert werden konnte, wuchs das Geschäft schnell.
Nach einer Meinungsverschiedenheit mit Tasker gründete Pryde 1970 seine eigene Firma für Bootssegel, ebenfalls in Hongkong. Dank einiger Kundenmitnahmen und dem Aufkommen des Freizeitsports in Europa konnte er seine Geschäfte schnell ausbauen.
1977 begann das französische Unternehmen BIC mit der Massenproduktion von günstigen Surfbrettern. Neil Pryde erhielt den Auftrag, die Segel dafür herzustellen. Im Zuge der Ölpreiskrise wurden weniger Sportboote nachgefragt und die Produktion von Segeln für die günstigeren Windsurfer gefragter.
1979 errichtet Neil Pryde die erste europäische Fabrik in Irland. Diese war jedoch nie erfolgreich und musste 1984 wieder geschlossen werden. Gründe hierfür waren die ausbleibenden Aufträge von BIC (Eigenproduktion der Segel) sowie eine Verlagerung des Windsurfens in den Spitzensport, welcher neue leistungsstärkere Materialien erforderten.
Ab 1982 vermarktet Neil Pryde die Produkte auch unter seinen eigenen Windsurfing-Marken.
Nach einem Neudesign der Segel, wobei auch neue Materialien zum Einsatz kommen, und einem Sponsoring des späteren Windsurfweltmeisters Bjørn Dunkerbeck, erfolgte 1992 die erstmalige Ausrüstung der olympischen Windsurfer mit Riggs von Neil Pryde. Ab 1994 stellt das Unternehmen auch Neoprenanzüge her.
Eine große Erweiterung der Gruppe fand im Jahr 2000 statt. Hier übernahm die Gruppe mit JP Australia einen der führenden Windsurfboardhersteller und erweiterte ihr Spektrum zusätzlich durch die Kitsurfmarke Cabrinha. Seither wird die Produktpalette stetig erweitert.
Neil Pryde leitete das Unternehmen bis Ende 2014. Danach übernahm Patrick Pender die Rolle des CEO.

## Geschichte der deutschen Tochtergesellschaft
Manfred Rassweiler gründete am 14. August 1991 die Shriro Sportvertrieb GmbH in Unterhaching, welche zunächst den Vertrieb von Tiga Windsurfingboards übernahm. Bereits 1992 übernahm Shriro den Vertrieb des Weltmarktführers für Windsurfsegel, NeilPryde. Zwei Jahre später kam auch NeilPryde Neopren zur Gruppe hinzu. Nachdem das Unternehmen 1999 von Unterhaching nach Taufkirchen zog, schloss es Ende des Jahres einen Vertriebsvertrag mit Roberto Ricci Design (RRD), welcher zum damaligen Zeitpunkt ein kleiner Hersteller, für hochklassige Windsurfboards war. Shriro übernahm 2004 die Snowboardmarke Flow und den Winterbekleidungshersteller Icetools. Ein Jahr später wurde Shriro Sportvertrieb nach der Muttergesellschaft in Pryde Group GmbH umbenannt. Im selben Jahr kam mit NPX eine Marke für Kitebekleidung hinzu, welche 2012 mit NeilPryde Neopren zur Marke NP Surf zusammengefasst wurde. 2011 wurde zudem der Vertrieb der SUP-Marke Imagine übernommen. 2014 und 2017 wurde das Portfolio der Pryde Group um zwei Snowboardmarken (Pow Gloves und Nidecker) vergrößert.

## Organisation
Die Pryde Group GmbH übernimmt als hundertprozentige Tochtergesellschaft der Neil Pryde Ltd. den gesamten Vertrieb für Europa, während die Pryde Group Americas mit Sitz in Miami den Vertrieb für Amerika und die Pryde Group Asia mit Sitz in Hongkong den Vertrieb für Asien übernimmt.

## Marken

### Wassersport
NeilPryde
NeilPryde war die erste bedeutende Marke unter dem Dach der Pryde Group und ist bis heute die wichtigste. Sie wurde 1981 gegründet und liefert zudem seit den Olympischen Sommerspielen 2008 die Windsurfbretter und -segel für die olympische Windsurfdisziplin RS:X. Die Marke war zudem bereits mehrere Male Weltmeister in der Segelkonstrukteurs-Wertung des Windsurf World Cup.
JP Australia
JP Australia wurde 1997 vom damaligen Weltmeister Jason Polakow gegründet und stellte im gleichen Jahr erste Windsurf-Produkte auf der ISPO vor. Heute produziert das Unternehmen vorwiegend Windsurf- & Stand-Up-Paddling-Boards, Zubehör sowie Beachwear und war bereits als Sponsor unter anderem des Aloha Classic in Hoʻokipa auf Maui aktiv.
RRD (Roberto Ricci Design)
RRD wurde von Roberto Ricci 1995 in Italien gegründet und produziert vorwiegend Windsurfboard, mittlerweile allerdings auch SUP-Boards, Kiteboards und Wasserkleidung. Bei RRD stand auch der elfmalige Weltmeister Antoine Albeau unter Vertrag.
Cabrinha
Cabrinha wurde 2001 in Maui vom Wind- und Kitesurfer Pete Cabrinha gegründet und von diesem bis heute geleitet. Cabrinha gilt, nach Angabe der Pryde Group, als führender Hersteller von Kites und Kiteboards.
NP Surf
Aufbauend auf die Neoprenmarken NeilPryde Neopren und NPX wurde 2013 die Marke NP Surf gegründet. Das Portfolio von NP Surf erstreckt sich mit mehr als 200 Produkten von verschiedenen Neoprenanzügen, Trapezen, Handschuhen, Schuhen bis hin zu Mützen und Boardbags.

### Wintersport
Nidecker
Nidecker wurde 1887 gegründet und produziert seit 1984 Snowboards. Nidecker produziert mittlerweile auch SUP-Boards.
FLOW
FLOW entwickelte gemeinsam mit NeilPryde das Step-In-System für Bindungen. In den folgenden Jahren wurde die Produktpalette um Boots und Boards erweitert.
Icetools
Icetools wurde 1986 gegründet und ist seit 2004 Teil der Pryde Group. Die Produktpalette umfasst vorwiegend Winter- und Schneebekleidung sowie seit 2000 auch Protektoren für Wintersportler.